# Kyōtango
Kyōtango (京丹後市?) è una città giapponese della prefettura di Kyōto. È stata formata il 1º aprile 2004 dall'unione delle città di Mineyama e Omiya del distretto di Naka, delle città di Amino, Tango e Yasaka del distretto di Takeno e della città di Kumihama del distretto di Kumano. Come conseguenza dell'unione, i distretti di Naka, Takeno e Kumano furono dissolti.